# Kouvola Indians
I Kouvola Indians sono una squadra di football americano di Kouvola, in Finlandia, fondata nel 1986. Dopo la stagione 2018 è stata dismessa la sezione di tackle football, mantenendo solo quella di flag football.

## Dettaglio stagioni

### Tornei nazionali

#### Campionato

##### Vaahteraliiga
| Stagione | regular season | regular season | regular season | regular season | regular season | regular season | playoff | playoff | playoff | playoff | playoff | playoff   | playoff    |
|          | Vin            | Par            | Per            | Tot            | PF             | PS             | Vin     | Per     | Tot     | PF      | PS      | risultato | avversaria |
| -------- | -------------- | -------------- | -------------- | -------------- | -------------- | -------------- | ------- | ------- | ------- | ------- | ------- | --------- | ---------- |
| 2013     | 3              | 0              | 7              | 10             | 221            | 412            | -       | -       | -       | -       | -       | -         | -          |
| 2014     | 0              | 0              | 10             | 10             | 150            | 543            | -       | -       | -       | -       | -       | -         | -          |
| Totale   | 3              | 0              | 17             | 20             | 371            | 955            | -       | -       | -       | -       | -       |           |            |

Fonti: Enciclopedia del Football - A cura di Massimo Mezzetti

##### Naisten Vaahteraliiga
| Stagione | regular season | regular season | regular season | regular season | regular season | regular season | playoff | playoff | playoff | playoff | playoff | playoff   | playoff    |
|          | Vin            | Par            | Per            | Tot            | PF             | PS             | Vin     | Per     | Tot     | PF      | PS      | risultato | avversaria |
| -------- | -------------- | -------------- | -------------- | -------------- | -------------- | -------------- | ------- | ------- | ------- | ------- | ------- | --------- | ---------- |
| 2008     | 0              | 0              | 4              | 4              | 20             | 197            | -       | -       | -       | -       | -       | -         | -          |
| 2009     | 1              | 0              | 4              | 5              | 34             | 308            | -       | -       | -       | -       | -       | -         | -          |
| Totale   | 1              | 0              | 8              | 9              | 54             | 505            | -       | -       | -       | -       | -       |           |            |

Fonti: Enciclopedia del Football - A cura di Massimo Mezzetti

##### I-divisioona
| Stagione | regular season | regular season | regular season | regular season | regular season | regular season | playoff | playoff | playoff | playoff | playoff | playoff       | playoff              |
|          | Vin            | Par            | Per            | Tot            | PF             | PS             | Vin     | Per     | Tot     | PF      | PS      | risultato     | avversaria           |
| -------- | -------------- | -------------- | -------------- | -------------- | -------------- | -------------- | ------- | ------- | ------- | ------- | ------- | ------------- | -------------------- |
| 2003     | 1              | 0              | 8              | 9              | 69             | 263            | -       | -       | -       | -       | -       | -             | -                    |
| 2008     | 1              | 0              | 7              | 8              | 109            | 191            | -       | -       | -       | -       | -       | -             | -                    |
| 2009     | 4              | 0              | 4              | 8              | 181            | 190            | 0       | 1       | 1       | 18      | 22      | Semifinale    | Oulu Northern Lights |
| 2010     | 3              | 0              | 5              | 8              | 180            | 186            | 0       | 1       | 1       | 38      | 44      | Semifinale    | Vantaan TAFT         |
| 2011     | 6              | 0              | 2              | 8              | 168            | 139            | 1       | 1       | 2       | 55      | 67      | Spagettimalja | Vantaan TAFT         |
| 2012     | 6              | 0              | 4              | 10             | 311            | 220            | 1       | 1       | 2       | 32      | 63      | Spagettimalja | Helsinki 69ers       |
| 2015     | 4              | 0              | 5              | 9              | 263            | 328            | -       | -       | -       | -       | -       | -             | -                    |
| 2016     | 0              | 0              | 8              | 8              | 124            | 415            | -       | -       | -       | -       | -       | -             | -                    |
| 2017     | 0              | 0              | 8              | 8              | 52             | 374            | -       | -       | -       | -       | -       | -             | -                    |
| 2018     | 0              | 0              | 8              | 8              | 141            | 426            | -       | -       | -       | -       | -       | -             | -                    |
| Totale   | 25             | 0              | 59             | 84             | 1598           | 2732           | 2       | 4       | 6       | 143     | 196     |               |                      |

Fonti: Enciclopedia del Football - A cura di Massimo Mezzetti

##### Naisten I-divisioona
| Stagione | regular season | regular season | regular season | regular season | regular season | regular season | playoff | playoff | playoff | playoff | playoff | playoff    | playoff          |
|          | Vin            | Par            | Per            | Tot            | PF             | PS             | Vin     | Per     | Tot     | PF      | PS      | risultato  | avversaria       |
| -------- | -------------- | -------------- | -------------- | -------------- | -------------- | -------------- | ------- | ------- | ------- | ------- | ------- | ---------- | ---------------- |
| 2013     | 4              | 0              | 4              | 8              | 192            | 204            | -       | -       | -       | -       | -       | -          | -                |
| 2014     | 3              | 0              | 4              | 7              | 114            | 183            | -       | -       | -       | -       | -       | -          | -                |
| 2015     | 6              | 0              | 2              | 8              | 276            | 122            | 0       | 1       | 1       | 6       | 44      | Semifinale | Kuopio Steelers  |
| 2016     | 6              | 0              | 2              | 8              | 260            | 106            | 0       | 1       | 1       | 14      | 22      | Semifinale | Mikkeli Bouncers |
| Totale   | 19             | 0              | 12             | 31             | 842            | 669            | 0       | 2       | 2       | 20      | 66      |            |                  |

Fonti: Enciclopedia del Football - A cura di Massimo Mezzetti

##### Naisten II-divisioona
| Stagione | regular season | regular season | regular season | regular season | regular season | regular season | playoff | playoff | playoff | playoff | playoff | playoff    | playoff           |
|          | Vin            | Par            | Per            | Tot            | PF             | PS             | Vin     | Per     | Tot     | PF      | PS      | risultato  | avversaria        |
| -------- | -------------- | -------------- | -------------- | -------------- | -------------- | -------------- | ------- | ------- | ------- | ------- | ------- | ---------- | ----------------- |
| 2017     | 3              | 0              | 4              | 7              | 100            | 176            | -       | -       | -       | -       | -       | -          | -                 |
| 2018     | 2              | 0              | 4              | 6              | 78             | 196            | 0       | 1       | 1       | 0       | 28      | Semifinale | Rovaniemi Nordmen |
| Totale   | 5              | 0              | 8              | 13             | 178            | 272            | 0       | 1       | 1       | 0       | 28      |            |                   |

Fonti: Enciclopedia del Football - A cura di Massimo Mezzetti

##### III-divisioona (a 7 giocatori)
| Stagione | regular season | regular season | regular season | regular season | regular season | regular season | playoff | playoff | playoff | playoff | playoff | playoff   | playoff    |
|          | Vin            | Par            | Per            | Tot            | PF             | PS             | Vin     | Per     | Tot     | PF      | PS      | risultato | avversaria |
| -------- | -------------- | -------------- | -------------- | -------------- | -------------- | -------------- | ------- | ------- | ------- | ------- | ------- | --------- | ---------- |
| 2010     | 2              | 0              | 4              | 6              | 118            | 146            | -       | -       | -       | -       | -       | -         | -          |
| Totale   | 2              | 0              | 4              | 6              | 118            | 146            | -       | -       | -       | -       | -       |           |            |

Fonti: Enciclopedia del Football - A cura di Massimo Mezzetti

### Riepilogo fasi finali disputate
| Anno             | Luogo    | Evento                | Fase del torneo | Incontro                               | Risultato    |
| 6 settembre 2009 | Oulu     | I-divisioona          | Semifinale      | Oulu Northern Lights - Kouvola Indians | 22 - 18      |
| 21 agosto 2010   | Vantaa   | I-divisioona          | Semifinale      | Vantaan TAFT - Kouvola Indians         | 44 - 38 o.t. |
| 13 agosto 2011   | Vantaa   | I-divisioona          | Spagettimalja   | Vantaan TAFT - Kouvola Indians         | 41 - 27      |
| 18 agosto 2012   | Helsinki | I-divisioona          | Spagettimalja   | Helsinki 69ers - Kouvola Indians       | 43 - 10      |
| 29 agosto 2015   | Kuopio   | Naisten I-divisioona  | Semifinale      | Kuopio Steelers - Kouvola Indians      | 44 - 6       |
| 13 agosto 2016   |          | Naisten I-divisioona  | Semifinale      | Kouvola Indians - Mikkeli Bouncers     | 14 - 22      |
| 5 agosto 2018    | Oulu     | Naisten II-divisioona | Semifinale      | Rovaniemi Nordmen - Kouvola Indians    | 28 - 0       |

## Palmarès
- 2 Rautamaljan (1988[1], 2006)